# Роквуд (Илиноис)
Роквуд (енгл. Rockwood) град је у америчкој савезној држави Илиноис.

## Демографија
По попису из 2010. године број становника је 42, што је 1 (2,4%) становника више него 2000. године.
| Група             | 2000.       | 2010.       |
| Белци             | 41 (100,0%) | 42 (100,0%) |
| Афроамериканци    | 0 (0,0%)    | 0 (0,0%)    |
| Азијати           | 0 (0,0%)    | 0 (0,0%)    |
| Хиспаноамериканци | 0 (0,0%)    | 0 (0,0%)    |
| Укупно            | 41          | 42          |